# 高作正博
高作 正博（たかさく まさひろ、1967年 - ）は、日本の法学者。関西大学教授。専攻は憲法学。石川県出身。

## 略歴

### 学歴
- 1990年 - 明治大学政経学部経済学科卒業
- 1993年 - 上智大学大学院法学研究科修士課程（法律学専攻）修了
- 1996年 - 上智大学大学院法学研究科博士課程（法律学専攻）単位取得満期退学

### 職歴
- 1997年 - 琉球大学法文学部専任講師
- 1999年 - 琉球大学法文学部助教授
- 2004年 - 琉球大学大学院法務研究科助教授
- 2008年 - 関西大学法学部教授

## 著作

### 単著
- 『CDリスニング要件・効果1　憲法』（紙子出版企画、2009年）

### 共著
- 新井誠、玉虫由樹、真鶴俊喜共著『憲法学の基礎理論』不磨書房、2006年。

| スタブアイコン | サブスタブ | この項目は、まだ閲覧者の調べものの参照としては役立たない、人物に関連した書きかけの項目です。この項目を加筆・訂正などしてくださる協力者を求めています（P:人物伝/PJ:人物伝）。 |